# Polaruschakov reyssi
Polaruschakov reyssi är en ringmaskart som beskrevs av Pettibone 1976. Polaruschakov reyssi ingår i släktet Polaruschakov och familjen Polynoidae. Inga underarter finns listade i Catalogue of Life.